# Turnee WTA 125 2022
Turneele WTA 125 reprezintă circuitul secundar profesionist de tenis organizat de Asociația de Tenis pentru Femei. Calendarul 2022 este format din douăzeci și patru de turnee,  fondul de premiere per turneu fiind de 115.000 USD.

## Program
| Săptămâna     | Turneu                                                                                              | Campioni                                                   | Finaliști                               | Semifinaliști                           | Sfert-finaliști                                                             |
| ------------- | --------------------------------------------------------------------------------------------------- | ---------------------------------------------------------- | --------------------------------------- | --------------------------------------- | --------------------------------------------------------------------------- |
| 28 martie     | Andalucía Open Marbella, Spania 115.000 $ – Zgură – 32S/8D                                          | Mayar Sherif 7–6(7–1), 6–4                                 | Tamara Korpatsch                        | Danka Kovinić Océane Dodin              | Martina Trevisan Anna Karolína Schmiedlová Panna Udvardy Rebeka Masarova    |
| 28 martie     | Andalucía Open Marbella, Spania 115.000 $ – Zgură – 32S/8D                                          | Irina Bara Ekaterine Gorgodze 6–4, 3–6, [10–6]             | Vivian Heisen Katarzyna Kawa            | Danka Kovinić Océane Dodin              | Martina Trevisan Anna Karolína Schmiedlová Panna Udvardy Rebeka Masarova    |
| 2 mai 2       | L'Open 35 de Saint-Malo Saint-Malo, Franța 115.000 $ – Zgură – 32S/14Q/15D                          | Beatriz Haddad Maia 7–6(7–3), 6–3                          | Anna Blinkova                           | Maryna Zanevska Magdalena Fręch         | Madison Brengle Claire Liu Bernarda Pera Magda Linette                      |
| 2 mai 2       | L'Open 35 de Saint-Malo Saint-Malo, Franța 115.000 $ – Zgură – 32S/14Q/15D                          | Eri Hozumi Makoto Ninomiya 7–6(7–1), 6–1                   | Estelle Cascino Jessika Ponchet         | Maryna Zanevska Magdalena Fręch         | Madison Brengle Claire Liu Bernarda Pera Magda Linette                      |
| 9 mai         | Trophee Lagardère Paris, Franța 115.000 $ – Zgură – 32S/8Q/16D                                      | Claire Liu 6–3, 6–4                                        | Beatriz Haddad Maia                     | Kaia Kanepi Ana Bogdan                  | Donna Vekić Varvara Gracheva Elsa Jacquemot Magdalena Fręch                 |
| 9 mai         | Trophee Lagardère Paris, Franța 115.000 $ – Zgură – 32S/8Q/16D                                      | Beatriz Haddad Maia Kristina Mladenovic 5–7, 6–4, [10–4]   | Oksana Kalashnikova Miyu Kato           | Kaia Kanepi Ana Bogdan                  | Donna Vekić Varvara Gracheva Elsa Jacquemot Magdalena Fręch                 |
| 9 mai         | Liqui Moly Open Karlsruhe, Germania 115.000 $ – Zgură – 32S/8D                                      | Mayar Sherif 6–2, 6–4                                      | Bernarda Pera                           | Anna-Lena Friedsam Anna Bondár          | Dalma Gálfi Mai Hontama Eva Lys Panna Udvardy                               |
| 9 mai         | Liqui Moly Open Karlsruhe, Germania 115.000 $ – Zgură – 32S/8D                                      | Mayar Sherif Panna Udvardy 5–7, 6–4, [10–2]                | Yana Sizikova Alison Van Uytvanck       | Anna-Lena Friedsam Anna Bondár          | Dalma Gálfi Mai Hontama Eva Lys Panna Udvardy                               |
| 31 mai        | Makarska Open 125 Makarska, Croația 115.000 $ – Zgură – 32S/5Q/8D                                   | Jule Niemeier 7–5, 6–1                                     | Elisabetta Cocciaretto                  | Anna Karolína Schmiedlová Linda Nosková | Olga Danilović Clara Burel Tara Würth Anastasia Gasanova                    |
| 31 mai        | Makarska Open 125 Makarska, Croația 115.000 $ – Zgură – 32S/5Q/8D                                   | Dalila Jakupović Tena Lukas 5–7, 6–2, [10–5]               | Olga Danilović Aleksandra Krunić        | Anna Karolína Schmiedlová Linda Nosková | Olga Danilović Clara Burel Tara Würth Anastasia Gasanova                    |
| 6 iunie       | BBVA Open Internacional de Valencia Valencia, Spania 115.000 $ – Zgură – 32S/10Q/8D                 | Zheng Qinwen 6–4, 4–6, 6–3                                 | Wang Xiyu                               | Nuria Párrizas Díaz Mirjam Björklund    | Julia Grabher Réka Luca Jani Arantxa Rus Viktoriya Tomova                   |
| 6 iunie       | BBVA Open Internacional de Valencia Valencia, Spania 115.000 $ – Zgură – 32S/10Q/8D                 | Aliona Bolsova Rebeka Masarova 6–0, 6–3                    | Alexandra Panova Arantxa Rus            | Nuria Párrizas Díaz Mirjam Björklund    | Julia Grabher Réka Luca Jani Arantxa Rus Viktoriya Tomova                   |
| 13 iunie      | Veneto Open Internazionali Confindustria Venezia e Rovigo Gaiba, Italia 115.000 $ – Iarbă – 32S/16D | Alison Van Uytvanck 6–4, 6–3                               | Sara Errani                             | Harmony Tan Diane Parry                 | Ylena In-Albon Ana Bogdan Tatjana Maria Kateryna Baindl                     |
| 13 iunie      | Veneto Open Internazionali Confindustria Venezia e Rovigo Gaiba, Italia 115.000 $ – Iarbă – 32S/16D | Madison Brengle Claire Liu 6–4, 6–3                        | Vitalia Diatchenko Oksana Kalashnikova  | Harmony Tan Diane Parry                 | Ylena In-Albon Ana Bogdan Tatjana Maria Kateryna Baindl                     |
| 4 iulie       | Nordea Open Båstad, Suedia 115.000 $ – Zgură – 32S/16D                                              | Jang Su-jeong 3–6, 6–3, 6–1                                | Rebeka Masarova                         | Viktoriya Tomova Lauren Davis           | Mihaela Buzărnescu Panna Udvardy Rebecca Peterson Anna Karolína Schmiedlová |
| 4 iulie       | Nordea Open Båstad, Suedia 115.000 $ – Zgură – 32S/16D                                              | Misaki Doi Rebecca Peterson Walkover                       | Mihaela Buzărnescu Irina Khromacheva    | Viktoriya Tomova Lauren Davis           | Mihaela Buzărnescu Panna Udvardy Rebecca Peterson Anna Karolína Schmiedlová |
| 4 iulie       | Grand Est Open 88 Contrexéville, Franța 115.000 $ – Zgură – 32S/8Q/8D                               | Sara Errani 6–4, 1–6, 7–6(7–4)                             | Dalma Gálfi                             | Anna Bondár Cristina Bucșa              | Olivia Gadecki Jasmine Paolini Jessika Ponchet Camilla Rosatello            |
| 4 iulie       | Grand Est Open 88 Contrexéville, Franța 115.000 $ – Zgură – 32S/8Q/8D                               | Ulrikke Eikeri Tereza Mihalíková 7–6(10–8), 6–2            | Han Xinyun Alexandra Panova             | Anna Bondár Cristina Bucșa              | Olivia Gadecki Jasmine Paolini Jessika Ponchet Camilla Rosatello            |
| 1 august      | BCR Iași Open Iași, România 115.000 $ – Zgură – 32S/15Q/16D                                         | Ana Bogdan 6–2, 3–6, 6–1                                   | Panna Udvardy                           | Daria Astakhova Maja Chwalińska         | Paula Ormaechea Ekaterine Gorgodze Rebeka Masarova Kristina Mladenovic      |
| 1 august      | BCR Iași Open Iași, România 115.000 $ – Zgură – 32S/15Q/16D                                         | Daria Astakhova Andreea Roșca 7–5, 5–7, [10–7]             | Réka Luca Jani Panna Udvardy            | Daria Astakhova Maja Chwalińska         | Paula Ormaechea Ekaterine Gorgodze Rebeka Masarova Kristina Mladenovic      |
| 8 august      | Thoreau Tennis Open 125 Concord, Statele Unite 115.000 $ – Dură – 32S/16Q/14D                       | CoCo Vandeweghe 6–3, 5–7, 6–4                              | Bernarda Pera                           | Wang Qiang Katrina Scott                | Clara Tauson Magdalena Fręch Taylor Townsend Katie Volynets                 |
| 8 august      | Thoreau Tennis Open 125 Concord, Statele Unite 115.000 $ – Dură – 32S/16Q/14D                       | Varvara Flink CoCo Vandeweghe 6–3, 7–6(7–3)                | Peangtarn Plipuech Moyuka Uchijima      | Wang Qiang Katrina Scott                | Clara Tauson Magdalena Fręch Taylor Townsend Katie Volynets                 |
| 15 august     | Odlum Brown VanOpen Vancouver, Canada 115.000 $ – Dură – 32S/16Q/16D                                | Valentini Grammatikopoulou 6–2, 6–4                        | Lucia Bronzetti                         | Emma Navarro Rebecca Peterson           | Madison Brengle Chloé Paquet Maddison Inglis Victoria Jiménez Kasintseva    |
| 15 august     | Odlum Brown VanOpen Vancouver, Canada 115.000 $ – Dură – 32S/16Q/16D                                | Miyu Kato Asia Muhammad 6–3, 7–5                           | Tímea Babos Angela Kulikov              | Emma Navarro Rebecca Peterson           | Madison Brengle Chloé Paquet Maddison Inglis Victoria Jiménez Kasintseva    |
| 5 septembrie  | Open Delle Puglie Bari, Italia 115.000 $ – Zgură – 32S/8Q/15D                                       | Julia Grabher 6–4, 6–2                                     | Nuria Brancaccio                        | Réka Luca Jani Matilde Paoletti         | Panna Udvardy Elisabetta Cocciaretto Tatjana Maria Eva Vedder               |
| 5 septembrie  | Open Delle Puglie Bari, Italia 115.000 $ – Zgură – 32S/8Q/15D                                       | Elisabetta Cocciaretto Olga Danilović 6–2, 6–3             | Andrea Gámiz Eva Vedder                 | Réka Luca Jani Matilde Paoletti         | Panna Udvardy Elisabetta Cocciaretto Tatjana Maria Eva Vedder               |
| 12 septembrie | Țiriac Foundation Trophy București, România 115.000 $ – Zgură – 32S/16Q/8D                          | Irina-Camelia Begu 6–3, 6–3                                | Réka Luca Jani                          | Maryna Zanevska Sara Errani             | Panna Udvardy Mayar Sherif Rebeka Masarova Kateryna Baindl                  |
| 12 septembrie | Țiriac Foundation Trophy București, România 115.000 $ – Zgură – 32S/16Q/8D                          | Aliona Bolsova Andrea Gámiz 7–5, 6–3                       | Réka Luca Jani Panna Udvardy            | Maryna Zanevska Sara Errani             | Panna Udvardy Mayar Sherif Rebeka Masarova Kateryna Baindl                  |
| 19 septembrie | Budapest Open 125 Budapesta, Ungaria 115.000 $ – Zgură – 32S/16Q/14D                                | Tamara Korpatsch 7–6(7–3), 6–7(4–7), 6–0                   | Viktoriya Tomova                        | Océane Dodin Anna Bondár                | Lauren Davis Anna Karolína Schmiedlová Arantxa Rus Tamara Zidanšek          |
| 19 septembrie | Budapest Open 125 Budapesta, Ungaria 115.000 $ – Zgură – 32S/16Q/14D                                | Anna Bondár Kimberley Zimmermann 6–3, 2–6, [10–5]          | Jesika Malečková Renata Voráčová        | Océane Dodin Anna Bondár                | Lauren Davis Anna Karolína Schmiedlová Arantxa Rus Tamara Zidanšek          |
| 17 octombrie  | Open de Rouen Rouen, Franța 115.000 $ – Dură – 32S/8Q/16D                                           | Maryna Zanevska 7–6(8–6), 6–1                              | Viktorija Golubic                       | Varvara Gracheva Kamilla Rakhimova      | Cristina Bucșa Ana Konjuh Caty McNally Kristina Mladenovic                  |
| 17 octombrie  | Open de Rouen Rouen, Franța 115.000 $ – Dură – 32S/8Q/16D                                           | Natela Dzalamidze Kamilla Rakhimova 6–2, 7–5               | Misaki Doi Oksana Kalashnikova          | Varvara Gracheva Kamilla Rakhimova      | Cristina Bucșa Ana Konjuh Caty McNally Kristina Mladenovic                  |
| 24 octombrie  | Abierto Tampico Tampico, Mexic 115.000 $ – Dură – 32S/16Q/16D                                       | Elisabetta Cocciaretto 7–6(7–5), 4–6, 6–1                  | Magda Linette                           | Rebecca Marino Zhu Lin                  | Elise Mertens Leylah Fernandez Kateřina Siniaková Camila Osorio             |
| 24 octombrie  | Abierto Tampico Tampico, Mexic 115.000 $ – Dură – 32S/16Q/16D                                       | Tereza Mihalíková Aldila Sutjiadi 7–5, 6–2                 | Ashlyn Krueger Elizabeth Mandlik        | Rebecca Marino Zhu Lin                  | Elise Mertens Leylah Fernandez Kateřina Siniaková Camila Osorio             |
| 31 octombrie  | Dow Tennis Classic Midland, Statele Unite 115.000 $ – Dură – 32S/16Q/16D                            | Caty McNally 6–3, 6–2                                      | Anna-Lena Friedsam                      | Ann Li Peyton Stearns                   | Nao Hibino Camila Osorio Katherine Sebov Sofia Kenin                        |
| 31 octombrie  | Dow Tennis Classic Midland, Statele Unite 115.000 $ – Dură – 32S/16Q/16D                            | Asia Muhammad Alycia Parks 6–2, 6–3                        | Anna-Lena Friedsam Nadiia Kichenok      | Ann Li Peyton Stearns                   | Nao Hibino Camila Osorio Katherine Sebov Sofia Kenin                        |
| 7 noiembrie   | Copa LP Chile Colina, Chile 115.000 $ – Zgură – 32S/16Q/16D                                         | Mayar Sherif 3–6, 7–6(7–3), 7–5                            | Kateryna Baindl                         | Caroline Dolehide Danka Kovinić         | Emma Navarro Julia Grabher Victoria Jiménez Kasintseva Diana Shnaider       |
| 7 noiembrie   | Copa LP Chile Colina, Chile 115.000 $ – Zgură – 32S/16Q/16D                                         | Yana Sizikova Aldila Sutjiadi 6–1, 3–6, [10–7]             | Mayar Sherif Tamara Zidanšek            | Caroline Dolehide Danka Kovinić         | Emma Navarro Julia Grabher Victoria Jiménez Kasintseva Diana Shnaider       |
| 14 noiembrie  | Argentina Open Buenos Aires, Argentina 115.000 $ – Zgură – 32S/16Q/16D                              | Panna Udvardy 6–4, 6–1                                     | Danka Kovinić                           | María Carlé Paula Ormaechea             | Victoria Jiménez Kasintseva Sara Errani Laura Pigossi Diana Shnaider        |
| 14 noiembrie  | Argentina Open Buenos Aires, Argentina 115.000 $ – Zgură – 32S/16Q/16D                              | Irina Bara Sara Errani 6–1, 7–5                            | Jang Su-jeong You Xiaodi                | María Carlé Paula Ormaechea             | Victoria Jiménez Kasintseva Sara Errani Laura Pigossi Diana Shnaider        |
| 21 noiembrie  | Montevideo Open Montevideo, Uruguai 115.000 $ – Zgură – 32S/16Q/16D                                 | Diana Shnaider vs Léolia Jeanjean                          | Diana Shnaider vs Léolia Jeanjean       | Kateryna Baindl İpek Öz                 | Clara Burel Hailey Baptiste Daria Astakhova Irina Bara                      |
| 21 noiembrie  | Montevideo Open Montevideo, Uruguai 115.000 $ – Zgură – 32S/16Q/16D                                 | Ingrid Gamarra Martins Luisa Stefani 7–5, 6–7(6–8), [10–6] | Quinn Gleason Elixane Lechemia          | Kateryna Baindl İpek Öz                 | Clara Burel Hailey Baptiste Daria Astakhova Irina Bara                      |
| 28 noiembrie  | Crèdit Andorrà Open Andorra la Vella, Andorra 115.000 $ – Dură – 32S/16Q/8D                         | Alycia Parks 6–1, 6–4                                      | Rebecca Peterson                        | Ana Konjuh Cristina Bucșa               | Zhang Shuai Weronika Falkowska Sabine Lisicki Alison Van Uytvanck           |
| 28 noiembrie  | Crèdit Andorrà Open Andorra la Vella, Andorra 115.000 $ – Dură – 32S/16Q/8D                         | Cristina Bucșa Weronika Falkowska 7–6(7–4), 6–1            | Angelina Gabueva Anastasia Zakharova    | Ana Konjuh Cristina Bucșa               | Zhang Shuai Weronika Falkowska Sabine Lisicki Alison Van Uytvanck           |
| 5 decembrie   | Open Angers Arena Loire Angers, Franța 115.000 $ – Dură – 32S/16Q/8D                                | Alycia Parks 6–4, 4–6, 6–4                                 | Anna-Lena Friedsam                      | Jessika Ponchet Anhelina Kalinina       | Markéta Vondroušová Clara Burel Émeline Dartron Clara Tauson                |
| 5 decembrie   | Open Angers Arena Loire Angers, Franța 115.000 $ – Dură – 32S/16Q/8D                                | Alycia Parks Zhang Shuai 6–2, 6–2                          | Miriam Kolodziejová Markéta Vondroušová | Jessika Ponchet Anhelina Kalinina       | Markéta Vondroušová Clara Burel Émeline Dartron Clara Tauson                |
| 12 decembrie  | Open de Limoges Limoges, Franța 115.000 $ – Dură – 32S/16Q/8D                                       | Anhelina Kalinina 6–3, 5–7, 6–4                            | Clara Tauson                            | Anna Blinkova Lucia Bronzetti           | Zhang Shuai Ana Bogdan Varvara Gracheva Clara Burel                         |
| 12 decembrie  | Open de Limoges Limoges, Franța 115.000 $ – Dură – 32S/16Q/8D                                       | Oksana Kalashnikova Marta Kostyuk 7–5, 6–1                 | Alicia Barnett Olivia Nicholls          | Anna Blinkova Lucia Bronzetti           | Zhang Shuai Ana Bogdan Varvara Gracheva Clara Burel                         |

## Informații statistice

### Titluri câștigate per jucător
| Total | Jucătoare                        | S | D | S | D |
| ----- | -------------------------------- | - | - | - | - |
| 4     | Mayar Sherif (EGY)               | ● | ● | 3 | 1 |
| 4     | Alycia Parks (USA)               | ● | ● | 2 | 2 |
| 2     | Elisabetta Cocciaretto (ITA)     | ● | ● | 1 | 1 |
| 2     | Sara Errani (ITA)                | ● | ● | 1 | 1 |
| 2     | Beatriz Haddad Maia (BRA)        | ● | ● | 1 | 1 |
| 2     | Claire Liu (USA)                 | ● | ● | 1 | 1 |
| 2     | Panna Udvardy (HUN)              | ● | ● | 1 | 1 |
| 2     | CoCo Vandeweghe (USA)            | ● | ● | 1 | 1 |
| 2     | Irina Bara (ROU)                 |   | ● | 0 | 2 |
| 2     | Aliona Bolsova (ESP)             |   | ● | 0 | 2 |
| 2     | Tereza Mihalíková (SVK)          |   | ● | 0 | 2 |
| 2     | Asia Muhammad (USA)              |   | ● | 0 | 2 |
| 2     | Aldila Sutjiadi (INA)            |   | ● | 0 | 2 |
| 1     | Irina-Camelia Begu (ROU)         | ● |   | 1 | 0 |
| 1     | Ana Bogdan (ROU)                 | ● |   | 1 | 0 |
| 1     | Julia Grabher (AUT)              | ● |   | 1 | 0 |
| 1     | Valentini Grammatikopoulou (GRE) | ● |   | 1 | 0 |
| 1     | Jang Su-jeong (KOR)              | ● |   | 1 | 0 |
| 1     | Anhelina Kalinina (UKR)          | ● |   | 1 | 0 |
| 1     | Tamara Korpatsch (GER)           | ● |   | 1 | 0 |
| 1     | Caty McNally (USA)               | ● |   | 1 | 0 |
| 1     | Jule Niemeier (GER)              | ● |   | 1 | 0 |
| 1     | Diana Shnaider                   | ● |   | 1 | 0 |
| 1     | Alison Van Uytvanck (BEL)        | ● |   | 1 | 0 |
| 1     | Maryna Zanevska (BEL)            | ● |   | 1 | 0 |
| 1     | Zheng Qinwen (CHN)               | ● |   | 1 | 0 |
| 1     | Daria Astakhova ()               |   | ● | 0 | 1 |
| 1     | Anna Bondár (HUN)                |   | ● | 0 | 1 |
| 1     | Madison Brengle (USA)            |   | ● | 0 | 1 |
| 1     | Cristina Bucșa (ESP)             |   | ● | 0 | 1 |
| 1     | Olga Danilović (SRB)             |   | ● | 0 | 1 |
| 1     | Misaki Doi (JPN)                 |   | ● | 0 | 1 |
| 1     | Natela Dzalamidze (GEO)          |   | ● | 0 | 1 |
| 1     | Ulrikke Eikeri (NOR)             |   | ● | 0 | 1 |
| 1     | Weronika Falkowska (POL)         |   | ● | 0 | 1 |
| 1     | Varvara Flink                    |   | ● | 0 | 1 |
| 1     | Ingrid Gamarra Martins (BRA)     |   | ● | 0 | 1 |
| 1     | Andrea Gámiz (VEN)               |   | ● | 0 | 1 |
| 1     | Ekaterine Gorgodze (GEO)         |   | ● | 0 | 1 |
| 1     | Eri Hozumi (JPN)                 |   | ● | 0 | 1 |
| 1     | Dalila Jakupović (SLO)           |   | ● | 0 | 1 |
| 1     | Oksana Kalashnikova (GEO)        |   | ● | 0 | 1 |
| 1     | Miyu Kato (JPN)                  |   | ● | 0 | 1 |
| 1     | Marta Kostyuk (UKR)              |   | ● | 0 | 1 |
| 1     | Tena Lukas (CRO)                 |   | ● | 0 | 1 |
| 1     | Rebeka Masarova (ESP)            |   | ● | 0 | 1 |
| 1     | Kristina Mladenovic (FRA)        |   | ● | 0 | 1 |
| 1     | Makoto Ninomiya (JPN)            |   | ● | 0 | 1 |
| 1     | Rebecca Peterson (SWE)           |   | ● | 0 | 1 |
| 1     | Kamilla Rakhimova                |   | ● | 0 | 1 |
| 1     | Andreea Roșca (ROU)              |   | ● | 0 | 1 |
| 1     | Yana Sizikova                    |   | ● | 0 | 1 |
| 1     | Luisa Stefani (BRA)              |   | ● | 0 | 1 |
| 1     | Zhang Shuai (CHN)                |   | ● | 0 | 1 |
| 1     | Kimberley Zimmermann (BEL)       |   | ● | 0 | 1 |

### Titluri câștigate per țară
| Total | Țară                | S | D |
| ----- | ------------------- | - | - |
| 10    | Statele Unite (USA) | 5 | 5 |
| 5     | România (ROU)       | 2 | 3 |
| 4     | Egipt (EGY)         | 3 | 1 |
| 4     | Italia (ITA)        | 2 | 2 |
| 3     | Belgia (BEL)        | 2 | 1 |
| 3     | Brazilia (BRA)      | 1 | 2 |
| 3     | Ungaria (HUN)       | 1 | 2 |
| 3     | Georgia (GEO)       | 0 | 3 |
| 3     | Japonia (JPN)       | 0 | 3 |
| 3     | Spania (ESP)        | 0 | 3 |
| 2     | Germania (GER)      | 2 | 0 |
| 2     | China (CHN)         | 1 | 1 |
| 2     | Ucraina (UKR)       | 1 | 1 |
| 2     | Indonezia (INA)     | 0 | 2 |
| 2     | Slovacia (SVK)      | 0 | 2 |
| 1     | Austria (AUT)       | 1 | 0 |
| 1     | Grecia (GRE)        | 1 | 0 |
| 1     | Coreea de Sud (KOR) | 1 | 0 |
| 1     | Croația (CRO)       | 0 | 1 |
| 1     | Franța (FRA)        | 0 | 1 |
| 1     | Norvegia (NOR)      | 0 | 1 |
| 1     | Polonia (POL)       | 0 | 1 |
| 1     | Serbia (SRB)        | 0 | 1 |
| 1     | Slovenia (SLO)      | 0 | 1 |
| 1     | Suedia (SWE)        | 0 | 1 |
| 1     | Venezuela (VEN)     | 0 | 1 |

## Distribuția punctelor
| Probă       | C   | F  | SF | QF | R16 | R32 | Q   | Q2  | Q1  |
| ----------- | --- | -- | -- | -- | --- | --- | --- | --- | --- |
| Simplu      | 160 | 95 | 57 | 29 | 15  | 1   | 6   | 4   | 1   |
| Dublu (16D) | 160 | 95 | 57 | 29 | 1   | N/A | N/A | N/A | N/A |
| Dublu (8D)  | 160 | 95 | 57 | 1  | N/A | N/A | N/A | N/A | N/A |